# 알렉산드라 버크
알렉산드라 버크(Alexandra Burke, 1988년 8월 25일 ~ )는 잉글랜드의 싱어송라이터다.

## 음반 목록
- Overcome (2009)
- Heartbreak on Hold (2012)